# Benzinindsprøjtning
Benzinindsprøjtning indebærer, at man gennem mundstykker sprøjter benzin ind i den luft, som strømmer ind i en forbrændingsmotor. Benzinindsprøjtning erstatter karburatoren i så godt som alle benzinmotorer til biler, som fremstilles i dag.
Den første masseproducerede personbil med elektronisk benzinindsprøjtning var Volkswagen 1600 fra modelår 1968. Mekanisk benzinindsprøjtning havde forekommet på Mercedes-Benz 300SL siden 1954 og på Peugeot siden 1963. Udviklingen blev ledet af Robert Bosch GmbH i 1930'erne, og systemet blev benyttet på jagerflyet Messerschmitt Bf 109 i 2. verdenskrig.
Mængden af benzin kan reguleres gennem trykket til dysen, indsprøjtningstiden eller begge dele.

## Typer af benzinindsprøjtningssystemer
- Monopoint-indsprøjtning eller Singlepoint-indsprøjtning: Her er motoren udstyret med én indsprøjtningsdyse, som er fælles for alle cylindrene. Er i dag næsten fortrængt af multipoint-indsprøjtning.
- Multipoint-indsprøjtning: Her er der monteret en indsprøjtningsdyse i tilknytning til hver enkelt cylinder, eller i hver indsugningskanal på motorer med multi-ventilteknik.

- Wikimedia Commons har flere filer relateret til Benzinindsprøjtning

| Motor | Spire Denne artikel om motorer og motordele er en spire som bør udbygges. Du er velkommen til at hjælpe Wikipedia ved at udvide den. |